# 천왕성의 대기

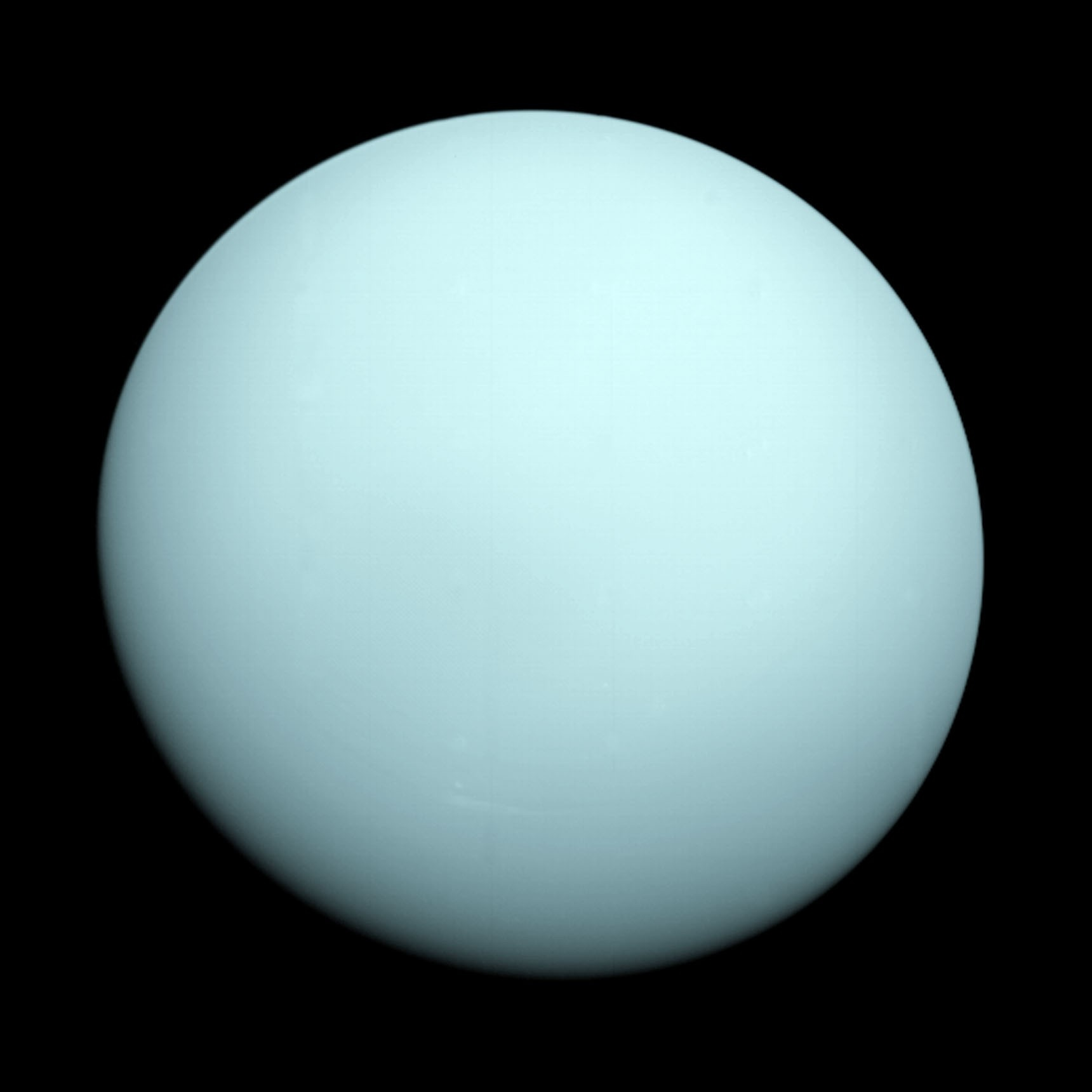
보이저 2호가 촬영한 천왕성.

천왕성의 대기는 주로 수소와 헬륨으로 구성되어 있다. 대기 깊은 곳에는 휘발성 물질인 물, 암모니아, 메테인 등이 있으며, 반대로 대기 상부는 온도가 낮아 수소나 헬륨보다 무거운 기체가 거의 존재하지 않는다. 천왕성의 대기 온도는 49 K까지 내려가며, 태양계 행성 중 가장 차갑다.
천왕성의 대기는 세 층으로 구분할 수 있다. 제일 아래는 고도 -300 ~ 50 km, 기압 100 ~ 0.1바의 대류권, 그 위는 고도 50 ~ 4000 km, 기압 0.1 ~ 10−10바의 성층권이며, 제일 위는 고도 4056 km 위부터 천왕성 반지름의 수 배까지 뻗어있는 열권(외기권)이다. 지구와 달리 천왕성의 대기에는 중간권이 없다.
대기권에는 네 개의 구름층이 존재한다. 기압 1.2바에는 메테인 구름, 3 ~ 10바에는 황화 수소와 암모니아 구름, 20 ~ 40바에는 황화 수소 암모늄 구름, 50바 이상에는 물 구름이 있다. 현재까지는 제일 위의 구름층 두 개만 직접 관측이 이루어졌으며, 나머지는 추정에 머물고 있다. 구름 위에는 옅은 광화학적 안개가 여러 층으로 껴 있다. 천왕성 내부의 대류가 느리게 일어나기 때문에, 대류권 내 독립적인 구름은 많이 존재하지 않지만, 일부 구름을 관측함으로서, 천왕성의 수평 방향 바람 속도가 240 m/s에 이르기도 한다는 사실이 밝혀져 있다.
현재까지 천왕성을 탐사한 우주선은 1986년 보이저 2호 뿐이기 때문에, 천왕성의 대기에 대해서 알려진 정보는 거의 없다. 현재 천왕성을 탐사하려는 계획 또한 존재하지 않는다.

## 관측 및 탐사

외행성 대기권 연구(OPAL)에서 촬영한 천왕성의 대기.

천왕성의 내부에는 고체 상태의 표면이 존재하지 않지만, 원격 탐사법을 통해 감지할 수 있는 천왕성의 기체 최외곽부를 천왕성의 대기로 정의한다. 원격 탐사법을 통해 감지할 수 있는 범위는 1 바 지점에서 밑으로 300 km 정도로, 기압으로는 100 바, 온도로는 320 K가 되는 지점이다.
천왕성의 대기 관측은 수많은 오류와 기대치 미달로 점칠되어 있다. 천왕성은 어두운 천체이며, 관측 각지름이 5"가 채 되지 않는다. 천왕성의 분광 관측은 1869년 및 1871년 안젤로 세키와 윌리엄 허긴스가 최초이며, 천왕성에서 정체를 알 수 없는 넓은 흡수선 여럿을 발견했다. 또한 태양의 프라운호퍼선을 감지하지 못했는데, 노먼 로키어는 이를 천왕성이 태양에서 입사하는 빛과 반대 방향으로 자체 발광한다고 해석하기도 하였다. 하지만 1889년 천왕성의 자외선 스펙트럼 촬영을 통해 프라운호퍼선이 발견되었으며, 천왕성 또한 태양 빛을 반사해 빛난다는 것이 증명되었다. 넓은 흡수선의 정체는 1940년대까지 상세 불명으로 남아있었다.
천왕성은 겉보기에 특징 없이 균일해 보이지만, 역사적으로 기상 현상이 발생한 적이 있다. 1884년 3월에 앙리 조제프 페로틴, 노먼 로키어, 샤를 트레피는 천왕성 적도 부분을 순환하는 밝고 길쭉한 점을 발견했으며, 폭풍이 발생했던 것으로 추정하고 있다.
천왕성의 스펙트럼 해석은 1930년대 루페르트 빌트와 베스토 슬라이퍼가 543, 619, 925, 865, 890 nm 지점의 흡수선이 기체 메테인의 흡수선임을 밝혀내며 진전을 이루었다. 메테인 흡수선은 매우 옅고, 통과 거리가 길어야 했기 때문에 기존에 밝혀지지 않았었던 것이었으며, 이를 통해 천왕성의 대기가 다른 기체 행성에 비교해 투명도가 더 크다는 것이 밝혀졌다. 1950년 제러드 카이퍼는 827 nm 지점에서 산란 흡수선 하나를 추가로 발견했으나, 정체를 알아내지는 못하였었다. 1952년 게르하르트 헤르츠베르크는 이 흡수선이 수소 분자의 약한 사분자 흡수에 의해 발생함을 밝혀내어, 천왕성의 대기에 수소 분자가 존재함을 알아내었다. 1986년까지 천왕성의 대기 성분은 메테인과 수소 이외에는 밝혀진 것이 없었다. 1967년부터 이뤄진 원적외선 분광 관측에서는 천왕성이 태양에서 받는 복사열과 열평형을 이루었음이 증명되어, 천왕성 내부에 다른 열원을 가정할 필요가 없어졌다. 1986년 보이저 2호가 천왕성에 도착하기 전까지 발견된 다른 특징은 없었다.
1986년 1월 보이저 2호는 천왕성에서 107,100 km 떨어진 곳을 지나가며 천왕성의 사진을 촬영하고 대기 스펙트럼을 조사하여, 대기의 성분은 주로 수소와 헬륨이고 메테인이 2%가량 함유되어 있음을 밝혀냈다. 대기는 거의 완전히 투명하고 대류권과 성층권에 두꺼운 안개가 없었다. 구름 몇 개 정도만이 관측되었다.
1990년대부터 2000년대까지 허블 우주 망원경과 W. M. 켁 천문대 등 지상의 적응광학 시설 천문대를 통해, 지구에서 처음으로 천왕성에 있는 구름을 관측하였다. 구름의 이동을 추적함으로서, 보이저 2호 이후 최초로 바람 속도를 재측정하고 천왕성 대기의 역학적 상태를 연구할 수 있게 되었다.

## 구성
천왕성의 대기의 구성 성분은 주로 수소 분자와 헬륨으로, 천왕성 전체의 구성 성분과 차이가 있다. 보이저 2호가 원적외선 및 전파 엄폐를 통해 측정한, 수소와 헬륨 분자의 합에 대한 헬륨 분자의 비율인 헬륨 몰분율의 값은 통상 0.152±0.033으로 본다. 대류권 상부에서의 값은 0.262±0.048인데, 이 값은 원시 태양의 헬륨 몰분율인 0.2741±0.0120과 매우 유사하며, 헬륨이 다른 기체 행성에서처럼 행성 중심부로 낙하하지 않았음을 나타낸다.
천왕성 대기에 세 번째로 많은 원소는 메테인(CH4)으로, 지상에서의 분광 관측을 통해 존재가 밝혀졌다 메테인은 가시광 및 근적외선 대역에 강한 흡수선이 있으며, 이로 인해 천왕성이 청록색이나 시안으로 보인다. 1.3바 지점의 메테인 구름 밑에서의 몰분율 기준 메테인 분자 비율은 2.3%로, 태양에서의 수치보다 10배에서 30배가량 높다. 대류권계면의 온도가 낮아 과포화 상태의 메테인이 응결하기 때문에, 대기권 상부에서는 메테인 비율이 더 낮아진다. 구름 위 대류권 상부에서는 기압이 포화 증기압의 30%밖에 되지 않아, 불포화 상태인 것으로 추정한다. 휘발성이 낮은 암모니아, 물, 황화 수소의 비율은 밝혀지지 않았으나, 메테인과 비슷하게 태양의 20~30배, 많게는 수백 배에 달할 것으로 추정하고 있다.
천왕성 대기의 동위원소 구성 비율은 거의 알려진 바가 없으며, 현재까지 밝혀진 동위원소 비율은 1990년대 적외선 우주 관측선(ISO)에서 측정한 경수소와 중수소의 비율로, 값은 5.5+3.5
−1.5×10−5였으며, 이는 목성에서 측정한 원시 태양의 비율인 (2.25±0.35)×10−5보다 크다. 천왕성에서 중수소는 거의 전부 경수소와 결합한 분자 형태로 존재한다.
스피처 우주 망원경 등 적외선 분광과 자외선 엄폐 관측을 통해 대기 성층권에서 복잡한 탄화수소의 흔적을 발견하였으며, 이는 메테인이 광분해되며 발생한 것으로 추정하고 있다. 여기에는 에테인(C2H6), 아세틸렌(C2H2), 프로파인(CH3C2H), 디아세틸렌(C2HC2H)이 포함된다. 적외선 분광 관측에서는 성층권 내 수증기, 일산화탄소, 이산화탄소의 흔적 또한 발견하였으며, 이는 낙하하는 먼지나 혜성 등을 통해 외부에서 유입되는 것으로 보인다.

## 구조

천왕성 대기의 대류권 및 성층권 하부의 온도를 나타낸 그래프로, 구름층과 안개층도 표시되어 있다.

천왕성의 대기는 크게 고도 -300 ~ 50 km, 기압 100 ~ 0.1바의 대류권, 고도 50 ~ 4000 km, 기압 0.1 ~ 10−10바의 성층권, 고도 4000 km부터 천왕성 반지름의 수 배까지 펼쳐진 열권/외기권으로 구분할 수 있다. 천왕성에는 중간권이 없다.

### 대류권
대류권은 천왕성의 대기에서 가장 낮고 밀도가 높은 지역으로, 고도가 증가함에 따라 온도가 감소하는 특성이 있다. 기온은 대류권의 최하부인 고도 -300 km 지점에서 320 K이며, 고도 50 km에서 53 K까지 떨어진다. 대류권의 추운 최상부(대류권계면)의 온도는 위도에 따라 49 ~ 57 K 범위에서 변동이 있으며, 가장 추운 곳은 위도 -25° 지역이다. 대기의 질량 거의 전부는 대류권에 밀집되어 있다. 또한 천왕성의 원적외선 방출은 거의 전부 대류권계면에서 일어나며, 이를 통해 측정한 이 지역의 유효온도는 59.1±0.3 K이다.
대류권에는 여러 구름이 존재할 것으로 추정하고 있다. 50 ~ 300바 지역에는 물 구름이, 20 ~ 40바 지역에는 황화수소 암모늄 구름이, 3 ~ 10바 지역에는 암모니아 또는 황화수소 구름이, 1 ~ 2바 지역에는 메테인 구름이 존재할 것으로 보고 있다. 메테인 구름은 보이저 2호가 직접 관측하였지만, 다른 구름의 존재는 추정에 머물고 있다. 황화수소 구름은 천왕성의 황 대 질소의 비율(S/N비)이 태양의 비율인 0.16보다 매우 커야만 존재할 수 있으며, 만약 값이 작으면 황화수소 전부가 암모니아와 반응하여 황화수소 암모늄으로 바뀌고, 암모니아 구름이 3 ~ 10바 지역에 분포하게 된다. S/N비 추정치를 통해 황화수소 암모늄 구름이 생기는 기압 20 ~ 40바 지역에는 암모니아가 없음을 유추할 수 있는데, 이는 물 구름 내 물방울이나 심층 암모니아 이온 바다로 암모니아가 용해되며 발생하는 현상으로 보인다.
위쪽 두 구름층의 정확한 위치는 논란이 되고 있다. 메테인 구름은 보이저 2호가 전파 엄폐를 통해 1.2 ~ 1.3바 지점에서 직접 감지하였으며, 이후 보이저 2호의 천왕성 가장자리 사진을 통해 확인되었다. 더 깊이 위치하는 암모니아 및 황화수소 구름의 상층 경계선은 가시광선 및 근적외선 대역(0.5 ~ 1 μm)의 분광 관측 결과 3바 지점에 위치하는 것으로 밝혀졌었지만, 최근 1 ~ 2.3 μm 대역의 분광 분석 결과에서는 메테인 구름의 상층 경계가 2바, 밑 구름의 경계가 6바인 것으로 드러났다. 이 모순점은 대기 내 메테인의 흡수선에 대한 새 측정을 함으로서 해결할 수 있을 것으로 보고 있다. 상층 구름 2개 층의 광학적 깊이는 위도에 따라 달라지는데, 보통 적도에서 극으로 갈수록 얕아지는 경향을 보였지만, 2007년에는 남쪽 극의 고리가 위치하는 45°S에서 최대치를 기록하였었다.
대류권은 강한 수평 방향 바람이 불고, 밝은 메테인 구름이 존재하며, 흑점이 분포하고, 계절 변화가 일어나는 등 매우 역학적으로 활발한 지역이다.

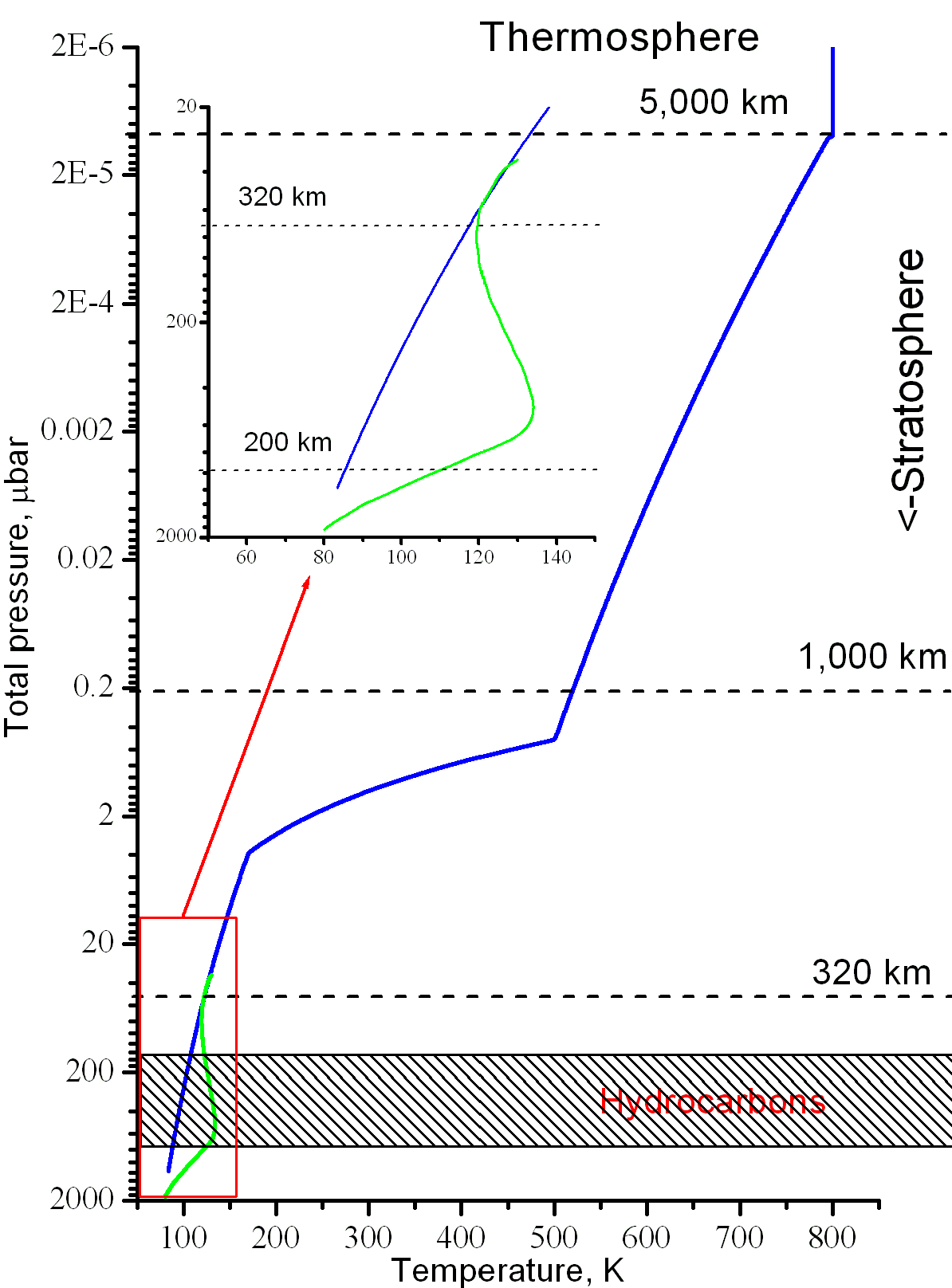
천왕성의 대류권과 성층권의 온도 분포. 어두운 부분은 탄화수소가 밀집되어 있는 곳이다.

### 성층권
성층권은 천왕성의 대기 가운데 층으로, 기온이 대류권계면의 53 K에서 성층권계면의 800 ~ 850 K까지, 고도가 증가함에 따라 증가한다. 성층권은 위쪽 열권에서 아래로의 열전도와 메테인 및 메테인의 광분해로 생성되는 탄화수소 복합체가 태양에서부터 오는 자외선과 적외선을 흡수하는 과정을 통해 가열된다. 메테인은 차가운 대류권계면을 통해 성층권에 진입하며, 이 때의 수소 분자와의 혼합비는 3×10–5으로, 포화 상태에 비해 3분의 1밖에 되지 않는다. 고도가 증가함에 따라 이 비율은 계속 감소하며, 기압이 0.1밀리바 지점에서는 10−7까지 감소한다.
메테인보다 무거운 탄화수소 분자는 비교적 좁은 범위인 160 ~ 320 km 대역에 분포하며, 이는 고도 10 ~ 0.1밀리바, 온도 100 ~ 130 K에 해당한다. 성층권에 주로 분포하는 탄화수소는 메테인, 아세틸렌, 에테인으로, 혼합비는 약 10−7이다. 더 무거운 탄화수소인 프로파인과 디아세틸렌의 혼합비는 10−10으로, 약 1000배 작다. 성층권 내 기온과 탄화수소의 혼합비는 시기와 위도에 따라 변한다. 성층권의 냉각은 주로 탄화수소로 인하여 발생하는데, 특히 아세틸렌은 13.7 μm 대역에서 강한 방출선을 내보내고 있다.
성층권에는 탄화수소 이외에도 일산화탄소가 포함되어 있으며, 수증기와 이산화탄소의 흔적 또한 존재한다. 일산화탄소의 혼합비는 —3×10−8로, 탄화수소의 혼합비와 유사하며, 물과 이산화탄소의 혼합비는 각각 10−11, 8×10−9이다. 이 세 물질은 성층권 전체에 고르게 퍼져 있으며, 탄화수소처럼 좁은 범위에 밀집되어 있지 않다.
에테인, 아세틸렌, 디아세틸렌은 더 차가운 성층권 하부에서 응결하여 가시광선의 광학적 깊이 0.01의 안개를 형성한다. 에테인, 아세틸렌, 디아세틸렌의 응결은 각각 기압 14, 2.5, 0.1밀리바 지점에서 발생한다. 천왕성 성층권 내 탄화수소의 밀집은 다른 거대 기체 행성과 비교했을 때 상당히 낮은 편으로, 안개 위쪽 대기는 매우 깨끗하고 투명하다. 상층 대기의 탄화수소 고갈 현상은 상하 방향으로의 혼합이 느려 발생하는 것으로 보이며, 이로 인해 불투명도가 낮아지고 다른 기체 행성에 비해 대기가 차갑다. 안개는 탄화수소와 마찬가지로 불균일하게 분포한다. 1986년 지점 통과 당시 보이저 2호의 측정으로는 태양을 향한 극 지방에 밀집되어 있었으며, 이로 인해 자외선 대역에서 어둡게 관측되었다.

### 열권 및 전리층
수천 킬로미터가량 펼쳐져 있는, 천왕성 대기의 최외곽부는 열권으로, 온도는 800 ~ 850 K로 균일하다. 열권의 온도는 토성 (420 K) 등 다른 기체 행성보다 높다. 천왕성에는 자외선이나 극자외선이 많이 도달하지 않기 때문에, 온도를 높게 유지해주는 열원이 무엇인지는 밝혀지지 않았지만, 성층권에서의 탄화수소 고갈로 인해 상하 방향 열교환이 느린 것과 관련이 있을 가능성이 제기되었다. 열권에는 수소 분자 이외에도 원자 상태의 수소가 다수 분포하며, 헬륨은 저고도에서 분산되기 때문에 거의 없을 것으로 보고 있다.
열권과 성층권 상부에는 이온과 전자가 다수 밀집되어, 천왕성의 전리층을 이룬다.보이저 2호의 전파 엄폐 관측을 통해 전리층은 고도 1,000 ~ 10,000 km에 위치하며, 1,000 ~ 3,500 km 사이에 밀집 지역이 여럿 존재할 가능성이 있음이 밝혀졌다. 천왕성의 전리층의 전자 밀도는 평균적으로 104 cm−3이며, 성층권 내 밀집부에서는 105 cm−3에 달하기도 한다. 전리층은 태양에서 오는 자외선에 의해 유지되며, 밀도 또한 태양 활동에 따라 변한다. 천왕성에서 오로라 활동은 목성이나 토성처럼 강하게 일어나지 않으며, 전리화에는 큰 영향을 주지 못한다. 전자 밀도가 높은 이유는 성층권 내 탄화수소의 밀집과 관련이 있는 것으로 추정하고 있다.
전리층과 열권에 대해 밝혀진 정보에는 지상에서 측정한, 삼수소 양이온(H3+)의 중적외선 (파장 3–4 μm) 대역 방출선을 측정한 것이 포함되어 있다. 총 방출 에너지는 1~2×1011 W로, 수소의 근적외선 사중극자 방출보다 10배 정도 크다. 삼수소 양이온은 전리층을 냉각시키는 주요 원인으로 작용한다.
대기 상부는 주광(dayglow)이나 전광(electroglow)이라 부르는, 원자외선 (90~140 nm) 방출이 일어나며, 이는 H3+의 근적외선 방출처럼 태양빛이 비추는 지역에서만 발생한다. 이 현상은 모든 기체 행성의 열권에서 발생하고, 자외선의 발견 이후 한동안 수수께끼로 남았었으며, 현재는 태양빛이나 광전 효과에 의해 들뜬상태가 된 수소 원자 및 수소 분자의 자외선 형광으로 보고 있다.

#### 수소 코로나
열권 상부의, 분자의 평균자유행로가 높이척도를 초과하는 곳은 보통 외기권이라고 부른다. 외기권의 경계인 열권계면은 표면 위 6,500 km, 천왕성 반지름의 4분의 1 지점에 위치하지만, 대기 자체는 특이하게 천왕성 반지름의 몇 배에 달하는 거리에 분포할 정도로 퍼져 있다. 외기권은 주로 수소로 이루어져 있어, 수소 코로나라고 부르기도 한다. 열권계면의 온도와 기압이 다른 행성과 비교해 높은 것이 외기권이 넓게 퍼져 있는 이유라고 보고 있다. 코로나 내 수소 분자의 밀도는 천왕성에서 멀어지며 점차 감소하며, 천왕성 반지름의 몇 배 거리에서 1 cm3당 수백 개 정도로 줄어든다. 외기권이 넓기 때문에 천왕성 주변을 도는 작은 먼지는 항력을 받아 천왕성으로 낙하하며, 고리가 점차 사라지게 된다. 천왕성으로 낙하한 먼지는 대기권 상부에 섞인다.

## 역학

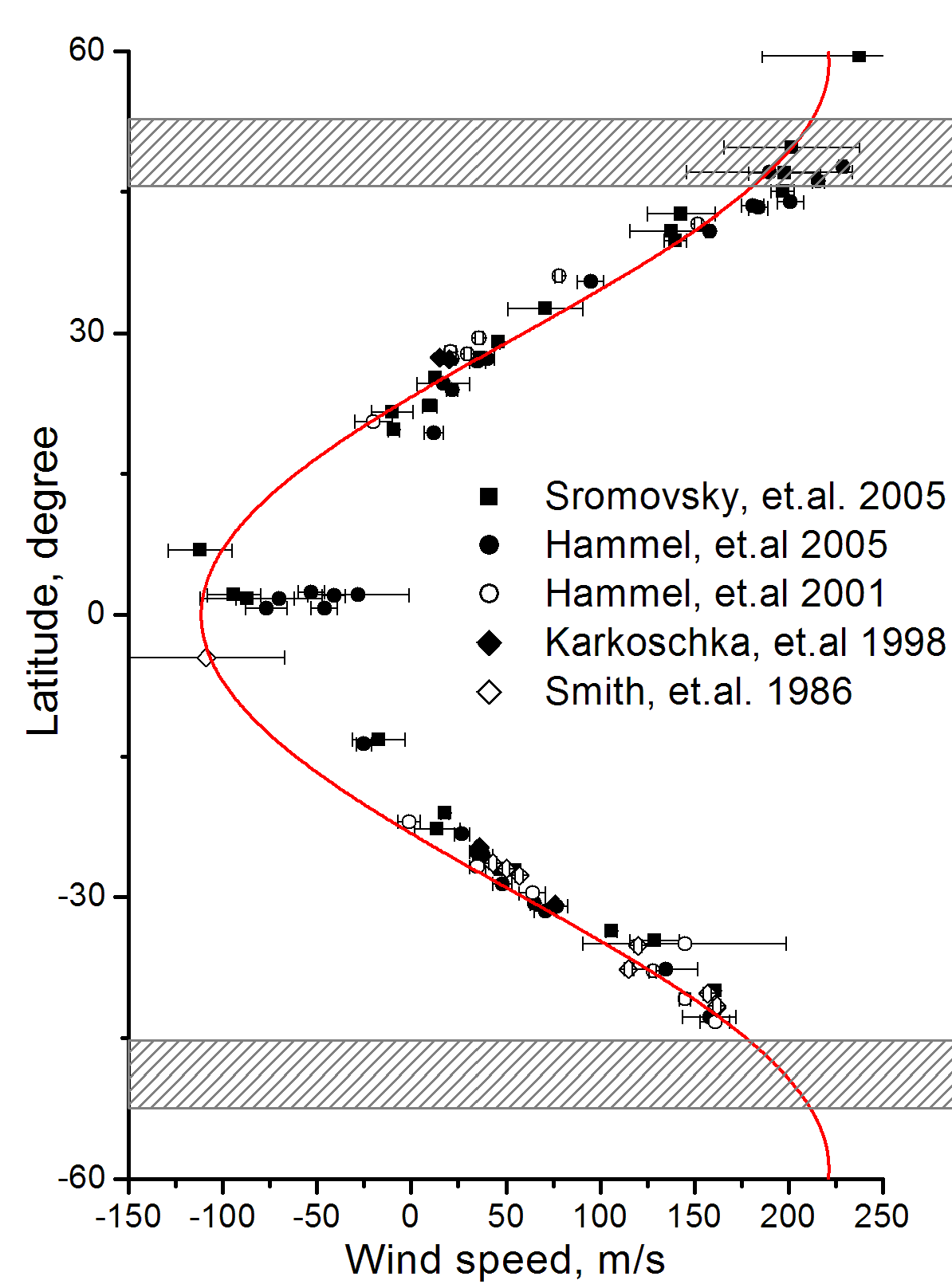
천왕성의 수평 풍속으로, 가려진 부분은 양 극의 고리이다. 붉은 선은 측정 데이터를 이은 추세선이다.

천왕성의 모습은 대체로 밋밋한 편으로, 목성이나 토성에 있는 거대한 색띠나 구름이 존재하지 않는다. 1986년 이전에는 천왕성의 대기 현상이 단 한 건 관측되었었다. 보이저 2호가 관측한 제일 두드러지는 지역은 −40° ~ −20°에 있는 어두운 지역과 밝은 남극관이었다. 남극관의 북쪽 경계는 위도 −45°에 위치하며, 극관 끝 부분인 −50° ~ −45°에 위치하는 밝은 수평 띠는 극의 고리(Polar collar)라고 부른다. 1986년 당시 존재했던 남극관은 1990년대에 옅어져 사라졌다. 2007년 분점을 지난 이후 남극의 극의 고리도 옅어지기 시작했으며, 2007년 처음 발생한 45° ~ 50°의 북극의 극의 고리는 점차 뚜렷해졌다.
천왕성의 대기는 다른 거대 기체 행성에 비해 고요하며, 북반구와 남반구 중위도에서 밝은 구름 몇 개 정도만 발견되었으며, 1986년 이후 해왕성의 대흑점과 유사한 대흑점 하나가 관측되었다. −34°에 위치하는, 버그(Berg)라고 부르는 밝은 구름 하나는 1986년 이전부터 계속 존재했을 것으로 추정하고 있다. 천왕성의 대기에는 적도 주변에 자전 반대 방향으로 부는 강한 수평 방향 바람이 불고 있으며, 위도 ±20° 지점에서 자전 방향으로 방향이 바뀐다. 풍속은 적도에서 −50 ~ −100 m/s이며, 위도 50°에서는 240 m/s까지 증가한다. 2007년 분점 통과 이전 측정한 바람 데이터에서는 남반구의 바람이 약간 더 강한 비대칭을 보였지만, 2007년 이전에 태양이 계속 남반구를 비추고 있었기 때문에 발생한 계절 현상임이 추후 밝혀졌다. 2007년 이후 북반구의 바람은 가속되는 반면 남반구의 바람은 감속되었다.
천왕성은 공전하는 84년 동안 계절에 따라 모습이 크게 변한다. 천왕성은 전체적으로 하지점과 동지점에서 밝고, 춘분점과 추분점에서 어두운데, 이는 위치상 지점에서 밝은 극 지방이 관측되고, 분점에서 어두운 적도 지방이 관측되기 때문이다. 또한 극관이 주기적으로 밝아졌다 어두워졌다를 반복하고, 극의 고리가 발생했다 없어졌다를 반복하는 등, 자체적인 변화도 일어나고 있다.